# Louis Lemercier de Neuville
Pour les articles homonymes, voir Lemercier.

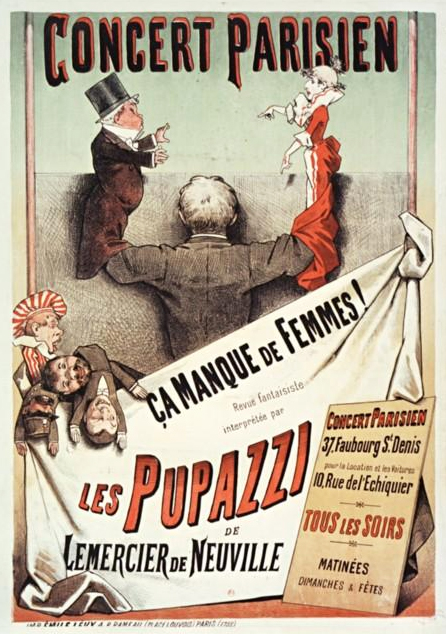
Ça manque de femmes !, revue fantaisiste interprétée par les Pupazzi de Lemercier de Neuville au Concert parisien (1884)

Louis Lemercier, dit Louis Lemercier de Neuville ou La Haudussière, né le 2 juillet 1830 à Laval et mort le 10 juin 1918 à Nice, est un marionnettiste, journaliste, chroniqueur, auteur dramatique et conteur français. Il est le créateur du Théâtre de Pupazzi français.

## Biographie
Il est le fils de Louise Deneuville, née à Rennes le 15 floréal an XII (5 mai 1804) et de Louis Lemercier, né à Laval le 12 brumaire an XIII (3 novembre 1804), employé des postes. Il étudie au Lycée de Laval de 1842 à 1846. Il débute par une brève carrière dans l'administration des postes. Il fonde ensuite plusieurs périodiques éphémères : le 4 mars 1855, il lance son premier journal intitulé La Muselière, journal de la décadence intellectuelle. Il écrit ensuite à L'Indépendance dramatique assez assidûment et publie, en 1855 et 1856, les Pastiches critiques des auteurs contemporains, les Inconnus célèbres, les Miettes de pain perdues, roman de genre. À la fin de 1856, il devient rédacteur en chef de L'Exemple. En 1857, il écrit des courriers de Paris dans la Presse théâtrale et fait jouer un vaudeville à l'Ambigu : Recette pour marier ses filles.
En 1858, il fonde Le Parisien, journal illustré à 10 centimes. Il est aussi directeur du Foyer du 17 au 18 avril 1858.
Il se marie le 5 juillet 1858 avec Ghislaine Antoinette Kuppens. Au mois de décembre, il fait, en collaboration avec Victor Cochinat, le Guide des Fumeurs. Au mois de janvier 1859, il fonde la Causerie. Il remplace Jules Moinaux à la rédaction en chef du Zouave. Au mois de décembre, il lance les Nouvelles de Paris
Il collabore par la suite à plusieurs journaux dont Le Figaro, Le Nain jaune, Le Monde illustré.
En 1860, il ouvre un théâtre portatif de pupazzi avec la mise en scène sous forme de caricatures des célébrités du moment. Il eut un grand succès dans les salons de la fin du XIXe siècle. Il publia différents types de livres, dont des vaudevilles, des petits romans, etc. Il se marie le 11 juillet 1917 à Nice avec Céline Donnancé.
Lucienne Lemercier (6 octobre 1866, Laval - 28 mars 1953, Laguna Beach), peintre, épouse de Georges-Maximilien de Saint-Mart, est sa fille. Elle a vécu aux États-Unis et de 1910 à 1918, en Russie, à la cour de Nicolas II de Russie (elle a peint un portrait du tsar). Elle quitte la Russie lors de la révolution de 1917.

## Publications
- Revue rouennaise, 1er numéro, pièce en 1 acte, précédée d'un prologue…, Rouen, impr. de H. Renaux, (1854), Gr. in-8, 15 p. lire en ligne sur Gallica
- Pastiches critiques des poètes contemporains, Paris, E. Dentu, 1856, in-18, 36 p. lire en ligne sur Gallica
- Recette pour marier ses filles, vaudeville en 1 acte… [Paris, Ambigu-comique, 18 décembre 1857.] , Paris, impr. de Morris, (s. d.) Gr. in-8, 8 p. lire en ligne sur Gallica
- Les Sabots de Noël, comédie en 2 actes, avec couplets, Paris, Larousse et Boyer, (1858), in-18, 40 p. lire en ligne sur Gallica
- Angéline, ou Voyages aux royaumes de la parure, de la gourmandise et du travail, moralité-féerie en 3 actes, Paris, Larousse et Boyer, (1858, 1893, 1912), in-18, 71 p. lire en ligne sur Gallica
- Le Guide des fumeurs, la pipe, le cigare et la cigarette; par Lemercier de Neuville et Victor Cochinat, Paris, Taride, 1859, in-18 ;
- Hygiène des fumeurs, la pipe, le cigare et la cigarette; par Lemercier de Neuville et Victor Cochinat, Paris, Taride, 1859, in-16 ;
- Contes et comédies de la jeunesse…, Paris, C. Delagrave, 1860, in-4, 205 p., fig. lire en ligne sur Gallica
- Les Hidalgos de Paris, opérette en 1 acte ; paroles : M. Lemercier de Neuville, musique : M. A. de Villebichot…, Paris, Legouix, (1860), in-4, 4 p. ;
- Les Femmes de Murger, par Léon Beauvallet et Lemercier de Neuville…, Paris, Charlieu et Huillery, 1861, Gr. in-8, 118 p. et pl. lire en ligne sur Gallica
- Les Figures du temps, notices biographiques, photographies de Pierre Petit…, Paris, A. Bourdilliat, 1861, 3 vol. in-18[11] ;
- Les Figures du temps. Notices biographiques… Robert-Houdin, Paris, A. Bourdilliat, 1861. in-16, 35 p., portrait ;
- La Mort de César, comédie en 1 acte, mêlée de couplets, pour pensionnats de demoiselles, Paris, Larousse et Boyer, (1862), Gr. in-8, 15 p. lire en ligne sur Gallica
- Physiologie du coiffeur, Paris, Poulet Malassis, 1862, in-18, 179 p. lire en ligne sur Gallica
- Galerie polonaise, notices biographiques, photographies par Pierre Petit…, Paris, E. Dentu, 1863, 2 vol. in-18[12] ;
- Les Amours d'une portière, Paris, Cournol, 1863, in-16, 64 p., Bibliothèque jaune ;
- Les Tourniquets, revue de l'année 1861, en 3 actes et 12 tableaux, avec prologue et épilogue, revue, corrigée et augmentée de plusieurs scènes et de 4 tableaux nouveaux, Représentée pour la première fois, à Paris, sur le théâtre du Figaro, le 15 décembre 1861, illustrations de M. Emile Benassit, gravure de MM. Roch et Jacob, Paris, Poulet-Malassis, 1862, in-18, 107 p. ;
- Mémoires de Crockett, suivis de la recette pour dompter les lions…, Paris, tous les libraires, 1863, in-16, 32 p., fig. ;
- Le Mendiant divin, légende, récitée le 22 juillet 1866…, (S. l., ) : impr. de A. Wallon, (s. d.), in-8, 3 pages[13] ;
- Les Coulisses de l'amour, Paris, les principaux libraires, 1863, in-16, 63 p., Bibliothèque des amoureux ; Paris, L. Frinzine, 1885. 3e éd. in-18, XI-326 p., fig. ;
- Annuaire du Moniteur de la coiffure, littéraire, anecdotique et illustré… par Loisel… et Robert… [Partie littéraire, par Lemercier de Neuville.], Paris, H. Picart, 1863, in-16, 341 p. ;
- Le théâtre érotique de la rue de la Santé : son histoire, Batignolles [Bruxelles] : Poulet-Malassis, 1864-1866, 219 p. : ill. 2 parties en 1 volume[14] ;
- Les Courtisanes célèbres, Paris, Arnauld de Vresse, 1864, in-16, 266 pages[15] ;
- I Pupazzi, Paris, E. Dentu, 1866, 281 p.  : ill. ; in-12 lire en ligne sur Gallica
- Paris pantin : deuxième série des Pupazzi ; éd. ill. de trente dessins, Paris, Librairie internationale  : A. Lacroix, Verboeckhoven, 1868, 320 p.  : ill. ; in-16 lire en ligne sur Gallica
- Théâtre des Pupazzi. Fleur de guitare, scènes de la vie amoureuse et tourmentée, en 1 acte, en vers et en chansons, avec accompagnement de guitare, Strasbourg, Durry, 1868, in-8, 20 p. lire en ligne sur Gallica
- Théâtre des Pupazzi. Mon village, intermède pastoral en 1 acte et en vers… [Marseille, Cercle de la Société des courses, 14 février 1868.], Marseille  : tous les libraires, 1868, in-16, 15 p. lire en ligne sur Gallica
- Sur la terrasse de Monte-Carlo, symphonie-fantaisiste en bleu majeur et en vers mineurs, [Monaco, Théâtre des Pupazzi, 8 février 1869.], Bordeaux, impr. de A. Bord, 1869, in-16, 15 p. ; lire en ligne sur Gallica
- Théâtre des Pupazzi. Le Mandat impératif, pièce en 1 acte et en vers… [Paris, salons du Grand-Hôtel, 9 février 1872.], Bordeaux, tous les libraires, 1872, in-16, 15 p. ;
- Le Passé, fantaisie en 1 acte et en vers, Lyon, N. Scheuring, 1874, in-8, 24 p. lire en ligne sur Gallica
- Théâtre des Pupazzi. La Femme du monde et l'Auvergnat, comédie en 1 acte et en prose. [Bordeaux, foyer de la salle Franklin, 20 janvier 1876.], Paris, l'auteur, 1876, in-16, 16 p. lire en ligne sur Gallica
- La buche, fantaisie en un acte et en prose…, Montluçon : imp. Prot, 1878, in-16 ;
- Théâtre des pupazzi, Lyon, N. Scheuring, 1876, XXVI-411 p.-[1] f. de front. ; in-8 lire en ligne sur Gallica
- Comédies de château, Paris, Tresse, 1880, in-18, III-273 p. ;
- Les Pupazzi de l'enfance, Paris, C. Delagrave, 1881, 77 p. lire en ligne sur Gallica
- La Fille Elisa. Scène d'atelier en un acte[16]. Dans cette pièce, Elisa et Nana tiennent des propos dont le texte est emprunté aux romans d'Émile Zola[17], À Rome, au Temple de Venus, [1880] ; plaquette in-8 ;
- Contes abracadabrants, Paris, E. Hilaire, 1882, in-12, X-340 p., planche, couv. ill. ; Paris, L. Boulanger, [1895], 170 p. ;
- La Foire du XIXe siècle, revue de l'année 1882, en 3 actes, [Paris, Concert du XIXe siècle, 6 décembre 1882.], Paris, Concert du XIXe siècle, 1882, in-8, 100 p., couv. ill. ; lire en ligne sur Gallica
- Les jeux de l'Amour et du Bazar. Comedie de Mœurs en un acte. Partout et nulle part, mais dans l'arrière boutique de toutes les librairies. En l'an de oie [sic] 1883 [i.e. Bruxelles, Kistemaekers ou Brancart], in-8°. 30 p. ;
- Nouveau théâtre des pupazzi, texte et dessins naïfs, Paris, E. Hilaire, 1882, in-16, IX-307 p., pl. ;
- Les Trente-six métiers de Becdanlo, Paris, L. Frinzine, (1885), in-8 obl., 39 ff., fig. ;
- Arrivé par les femmes, Paris, E. Dentu, 1886, in-18, 327 p. ;
- Les Avocats, comédie en 1 acte, Paris, Librairie théâtrale, 1887, in-18, 36 p. ;
- Le Général Pruneau (de Tours), comédie en 1 acte, avec la mise en scène, Paris, Librairie théâtrale, 1887, in-18, 24 p. ; Paris, Librairie théâtrale, 1895, in-18, 24 p. lire en ligne sur Gallica
- Le Pâté, comédie en 1 acte, en vers, avec la mise en scène, Paris, Librairie théâtrale, 1887, in-12, 23 p. ; lire en ligne sur Gallica
- Tout-Paris, revue de l'année 1886, [Paris, Robert-Houdin, 19 novembre 1886.], Paris, Librairie théâtrale, 1887, in-16, 32 p. ; lire en ligne sur Gallica
- Le Petit ramoneur, récit en vers, pour enfants, Paris, Librairie théâtrale, 1888, in-16, 7 p. ;
- Six comédies pour jeunes filles : pièces à jouer dans les familles et dans les pensionnats, Paris, Librairie théâtrale, 1888, 1 vol. (VII-281 p.) ; in-16 lire en ligne sur Gallica
- Les Amis de province, comédie pour la jeunesse, Paris, Librairie théâtrale, 1889, in-18, 36 p. lire en ligne sur Gallica
- L'Atelier de peinture, comédie bouffe en 1 acte, pour la jeunesse, Paris, Librairie théâtrale, 1889, in-18, 35 p. lire en ligne sur Gallica
- Les Bavardes, dialogue pour l'enfance, Paris, Librairie théâtrale, 1889, in-16, 16 p. ;
- Le Billet de loterie, comédie en 1 acte, pour jeunes filles, Paris, Librairie théâtrale, 1889, in-16, 30 p. ;
- Le Bœuf et la grenouille, monologue pour enfants, Paris, Librairie théâtrale, 1889, in-12, 6 p. ;
- Bonsoir, maman ! monologue pour enfants, Paris, Librairie théâtrale, 1889, in-16, 7 p. ;
- Le Chagrin de bébé, monologue pour enfants, Paris, Librairie théâtrale, 1889, 1894,  in-16, 7 p. ;
- La Cigale et la fourmi, comédie en 1 acte, pour jeunes filles, Paris, Librairie théâtrale, 1889, in-18, 34 p. lire en ligne sur Gallica
- Le Crime de Moutiers, comédie-bouffe en 1 acte, pour jeunes gens, Paris, Librairie théâtrale, 1889, in-16, 23 p. lire en ligne sur Gallica
- L'École buissonnière, dialogue pour l'enfance, Paris, Librairie théâtrale, 1889, in-16, 13 p. ;
- Les enfants au salon : monologues, dialogues et récits pour enfants de 8 à 12 ans, Paris, Librairie théâtrale, 1889, 1 vol. (250 p.) ; in-18 lire en ligne sur Gallica
- La Malade imaginaire, comédie en 1 acte, pour jeunes filles, Paris, Librairie théâtrale, 1889, in-18, 42 p. ;
- La Maladroite, monologue pour enfants, Paris, Librairie théâtrale, 1889, in-12, 6 p. ;
- No ! dialogue pour l'enfance, Paris, Librairie théâtrale, 1889, in-16, 12 p. lire en ligne sur Gallica
- Oh ! maman ! monologue pour enfants, Paris, Librairie théâtrale, 1889, in-16, 7 p. ; Paris, Librairie théâtrale, 1896, in-16, 7 p. ;
- La Petite princesse, dialogue pour l'enfance, Paris, Librairie théâtrale, 1889, in-12, 12 p. ;
- Les Cuisinières, tableau culinaire en 1 acte, Paris, Librairie théâtrale, 1889, in-16, 29 p. ; Paris, Librairie théâtrale, 1896, in-16, 34 p. ; disponible sur Gallica
- Les Deux Gascons, dialogue pour l'enfance, Paris, Librairie théâtrale, 1889, in-12, 12 p. ;
- Deux mères, comédie pour jeunes filles, Paris, Librairie théâtrale, 1889, in-18, 36 p. ;
- Five o'clock tea, dialogue pour l'enfance, Paris, Librairie théâtrale, 1889, in-16, 14 p. ;
- Le Premier bal, comédie en 1 acte, pour jeunes filles, Paris, Librairie théâtrale, 1889, in-16, 31 p. ;
- Prière naïve, monologue pour enfants, Paris, Librairie théâtrale, 1889, in-16, 8 p. ;
- Rêves d'avenir, dialogue pour l'enfance, Paris, Librairie théâtrale, 1889, in-16, 11 p. ;
- Une tempête dans un berceau, monologue pour enfants, Paris, Librairie théâtrale, 1889, in-16, 7 p. ;
- Le Diable, comédie en 1 acte, pour jeunes gens, Paris, Librairie théâtrale, 1890, in-16, 28 p. ; Paris, Librairie théâtrale, (1901.) 3e éd. lire en ligne sur Gallica
- Les Petits souliers, comédie en 1 acte, Paris, Librairie théâtrale, 1890, in-16, 31 p. ;
- Poucet et Poucette, comédie en 1 acte, Paris, Librairie théâtrale, 1890, in-18, 27 p. ;
- Le Sac de Scapin, comédie en 1 acte, pour la jeunesse, Paris, Librairie théâtrale, 1890, in-16, 26 p. lire en ligne sur Gallica
- Treize à table, comédie en 1 acte, Paris, Librairie théâtrale, 1890, in-16, 30 p. ;
- Trois mois après, monologue… , Paris, Librairie théâtrale, 1890, in-16, 7 p. ;
- Les Brevets de Margot, comédie pour jeunes filles, Paris, Librairie théâtrale, 1891, in-16, 25 p. ;
- Le Désespoir de Louison, comédie en 1 acte, Paris, Librairie théâtrale, 1891, in-16, 31 p. ;
- Les Doctoresses, comédie en 1 acte, Paris, Librairie théâtrale, 1891, in-16, 28 p. ;
- Médard Robinot, casquettier, roman expressif, écrit et imagé, Paris, E. Dentu, 1891, in-16, 275 p., fig. ;
- Une perle, saynète pour jeunes filles, Paris, Librairie théâtrale, 1891, in-12, 24 p. lire en ligne sur Gallica
- Le Trésor imaginaire, comédie en 1 acte, Paris, Librairie théâtrale, 1891, in-16, 31 p. ;
- Le Vol-au-Vent, comédie en 1 acte, Paris, Librairie théâtrale, 1891, in-16, 31 p. ;
- Histoire anecdotique des marionnettes modernes, avec une préface de Jules Claretie…, Paris, Calmann Lévy, 1892, X-306 p.  : pl. ; in-18 lire en ligne sur Gallica
- Plus vite que le train, comédie en 1 acte, pour la jeunesse, Librairie théâtrale, 1893,  in-16, 24 p. lire en ligne sur Gallica
- Pervenche, comédie en 1 acte, pour la jeunesse, Librairie théâtrale, 1894, in-16, 28 p. lire en ligne sur Gallica
- Rêve d'enfant, monologue pour enfants, Paris, Librairie théâtrale, 1894, in-12, 6 p. ;
- Le Souhait, monologue pour enfants, Paris, Librairie théâtrale, 1894, in-12, 6 p. ;
- Le trait d'union, avec les dessins de l'auteur, Paris, L. Boulanger, (1894), 111 p. ; in-16, Petite Bibliothèque Diamant ; 91 ;
- Les Deux ormes, récit en vers, Paris, O. Bornemann, 1896, in-16, 7 p. ;
- Monologues en vers de L. Lemercier de Neuville. Récits, légendes, dialogues, saynètes, monologues pour la jeunesse, Paris, O. Bornemann, 1896, in-18, VII-160 p. lire en ligne sur Gallica
- Oh ! monsieur ! oh ! mademoiselle ! dialogue pour un jeune homme et une jeune fille, Paris, O. Bornemann, (1896), in-16, 12 p. ;
- Le procès rigolo saynète en vers, Paris, O. Bornemann, [1896 ?], 16 p. ; in-18 ;
- Les Pupazzi noirs, ombres animées : notice historique sur les ombres, construction du théâtre et des ombres, machination des personnages, intermèdes et pièces…, Paris, C. Mendel, DL 1896, 306 p.  : [7] pl. ill. ; 24 cm[18] lire en ligne sur Gallica
- Théâtre sans prétention : le Bon moyen ; Don Carlinos ; le Passé ; Bataille de princesses ; le Joujou, Paris, L. Sauvaître, 1896,  in-18, 213 p. ;
- Valse parlée, dialogue pour un jeune homme et une jeune fille, Paris, O. Bornemann, (1896), in-12, 11 p. ;
- Les Enfants terribles, dialogue pour une petite fille et un petit garçon, Paris, O. Bornemann, (1897), in-16, 14 p. ;
- Histoire de brigands, dialogue pour une petite fille et un petit garçon, Paris, O. Bornemann, (1897), in-16, 11 p. ;
- Dames seules, dialogue pour un jeune homme et une jeune fille, Paris, O. Bornemann, (1898), in-18, 18 p. lire en ligne sur Gallica
- Les Leçons du petit bossu…, Paris, Société d'édition et de librairie, 1898, in-8, 119 p., fig. ;
- La Mi-carême, dialogue pour un jeune homme et une jeune fille, Paris, O. Bornemann, (1898), in-16, 16 p. ;
- Les Précautions inutiles, dialogue pour un jeune homme et une jeune fille, Paris, O. Bornemann, (1898), in-16, 17 p. ;
- Nouveau théâtre de Guignol…, Paris, O. Bornemann, 1898, 2 vol. in-18 lire en ligne sur Gallica
- Les Ruses de Valentin, dialogue pour un jeune homme et une jeune fille, Paris, O. Bornemann, (1898), in-18, 18 p. ;
- L'Enfant de troupe, histoire d'un orphelin…, Paris, Société d'édition et de librairie, (1899), in-16, 80 p., pl. ;
- Ville d'eaux, monologue pour homme, dit par l'auteur, Paris, P.-V. Stock, 1899, in-12, 11 p. ;
- Le Pain perdu, pièce en 1 acte, Paris, O. Bornemann, (1902), in-12, 21 p. ;
- La Revue de l'année, pièce enfantine en 1 acte, avec chants, pour petites filles et petits garçons, Paris, O. Bornemann, (1904), in-18, paginé 99-120 ;
- Théâtre des marionnettes…, Paris, O. Bornemann, 1904, 2 vol. in-12, couverture illustrée[19] lire en ligne sur Gallica
- Le roi Béta : conte de fées et d'enchanteurs, où il n'y a ni enchanteurs ni fées ; illustrations d'Albert Robida, Paris, Combet, DL 1905, 1 vol. (144 p.)  : ill. ; in-8 ; lire en ligne sur Gallica
- Vers de vase, amorces poétiques offertes aux pêcheurs malheureux[20], Paris, Bornemann, (1906), in-16, 152 p., couv. ill. ;
- Les Pupazzi inédits : Les hommes de chambre; Les souvenirs d'un préfet de police ; Les conspirations…, Paris, E. Flammarion, 1908, in-8., collection Auteurs célèbres ; 437 lire en ligne sur Gallica
- Monologues et récits en vers et en prose, pour fillettes et jeunes filles, Paris, O. Bornemann, (1911), in-18, 131 p. ;
- Monologues et récits en vers et en prose, pour petits garçons et jeunes gens, Paris, O. Bornemann, (1911), in-18, 108 p. ;
- Ombres chinoises…, Paris, O. Bornemann, 1911, in-18, 173 p., fig. ;
- Souvenir d'un montreur de Marionnettes, Paris, Maurice Bauche, 1911. in-8° (202 x 130), 348 p. lire en ligne sur Gallica
- Le Valet, comédie en 1 acte, Paris, G. Bornemann, 1912, in-18, 36 p. ;
- Album de Noël et du nouvel an. Choix de monologues et pièces de circonstance de Lemercier de Neuville [et autres]. Paris, O. Bornemann, (s. d.); in-16 ;
- Pour les fillettes…, Paris, O. Bornemann, in-16[21] ;
- Pour les garçonnets…, Paris, O. Bornemann, in-16[22] lire en ligne sur Gallica
- Pour les jeunes filles…, Paris, O. Bornemann, in-16[23] ;
- Dialogues en prose, pour petits garçons et jeunes gens…, Paris, O. Bornemann, in-16[24] ;
- Dialogues en prose, pour fillettes et jeunes filles, Paris, O. Bornemann, (s. d.), in-16, VIII-140 p. ;
- Les pupazzi inédits, Paris, E. Flammarion, [18??], 246-8 pages[25] lire en ligne sur Gallica

Dessins
- Mon village, 1868, scène avec deux personnages dont Bismarck, lire en ligne sur Gallica
- Une réunion publique, dessin, 1869,lire en ligne sur Gallica
- Le prévenu de l'affaire Névrosine Pétard, dessin, lire en ligne sur Gallica
- Sarah Bernhardt : dessin et texte 1895 lire en ligne sur Gallica
- Alphonse Daudet, portrait et note biographique, 1895, lire en ligne sur Gallica
- Alexandre Dumas fils, portrait et dessin, 1895, lire en ligne sur Gallica
- Félix Faure, portrait et note biographique, 1895, lire en ligne sur Gallica
- Victor Hugo, portrait et note biographique, 1895, lire en ligne sur Gallica
- Louise Michel, portrait et note biographique, 1895, lire en ligne sur Gallica
- Henri Rochefort, portrait et note biographique, 1895, lire en ligne sur Gallica
- Francisque Sarcey, portrait et note biographique, 1895, lire en ligne sur Gallica
- Victorien Sardou, portrait et note biographique, 1895, lire en ligne sur Gallica
- Séverine, portrait et note biographique, 1895, lire en ligne sur Gallica
- Émile Zola, portrait et texte, 1895 lire en ligne sur Gallica
- Louis Bouilhet, portrait et dessin, 08... lire en ligne sur Gallica
- Paul Féval, portrait, dessin, 18… lire en ligne sur Gallica
- Victor Hugo, portrait, dessin, 18… lire en ligne sur Gallica
- Victor Hugo devant la Comédie Française, portrait en pied, 18... lire en ligne sur Gallica
- Antoine Renard, portrait, 18... lire en ligne sur Gallica
- Gioacchino Rossini : portrait : dessin, 18… lire en ligne sur Gallica
- Jacques Offenbach, portrait, dessin, 18… lire en ligne sur Gallica
- Croquis de scène, dessin, 18…lire en ligne sur Gallica
- Le Noël des marionnettes dessin, 18… lire en ligne sur Gallica

## Sources
- J.-F. Vaudin, Gazetiers et gazettes : histoire critique et anecdotique de la presse parisienne, années 1858, 1860.
- Lucienne de Saint-Mart biographie AskArt